# Arturo DeFreites
Arturo Marcelino DeFreites Simón (nacido el 26 de abril de 1953 en San Pedro de Macorís) es un ex primera base dominicano que jugó en las Grandes Ligas de Béisbol. Fue firmado por Cincinnati Reds como amateur el 7 de mayo de 1970. DeFreites pasó la mayor parte de su carrera en las ligas menores jugando para los equipos GCL Reds de la Arizona League Reds (1970),  Sioux Falls Packers de la Northern League (1971), Key West Conchs de la Florida State League (1972), Trois-Rivières Aigles de la Eastern League, Indios de Indianápolis de la  American Association (1974-1976, 1977-1978, 1979) y Toledo Mud Hens de la International League (1976). DeFreites debutó en Grandes Ligas el 7 de septiembre de 1978 con los Reds, único equipo con el que jugó hasta 1979. Terminó con récord de 11 hits, 3 dobles, 1 jonrón, 3 anotadas, 6 impulsadas, 20 ponches, 1 base por bolas en 32 juegos, 53 turnos al bate y .208 de promedio.
Ha trabajado como representante y director de las academias de los Expos de Montreal en República Dominicana, donde permaneció por 13 años; Yanquis de Nueva York, cuatro años, Marlins de la Florida, un año, Astros de Houston cuatro años y  actualmente Rays de Tampa Bay. 
Defreites jugó en la Liga Mexicana para los equipos Rieleros de Aguascalientes, Olmecas de Tabasco y Leones de Yucatán en la década de los 80, siendo campeón con este último (1984). También ha sido mánager de varios equipos de la liga.
En la Liga Dominicana, Defreites jugó para los Toros del Este y fue dirigente de los Leones del Escogido, Gigantes del Cibao y Estrellas Orientales.